# Drymeia fasciculata
Drymeia fasciculata är en tvåvingeart som först beskrevs av Stein 1916.  Drymeia fasciculata ingår i släktet Drymeia och familjen husflugor. Inga underarter finns listade i Catalogue of Life.